# Troisième circonscription de l'Indre
La troisième circonscription législative de l'Indre est une ancienne circonscription électorale française du département de l'Indre, en région Centre. Elle a été supprimée lors du redécoupage électoral de 2010.

## Géographie
La circonscription s’étendait du nord-ouest au sud-ouest du département, sur une superficie de 3 388,02 km2. 
La troisième circonscription de l'Indre était composée de :
- Canton de Bélâbre
- Canton du Blanc
- Canton de Buzançais
- Canton de Châtillon-sur-Indre
- Canton d'Écueillé
- Canton de Levroux
- Canton de Mézières-en-Brenne
- Canton de Saint-Benoît-du-Sault
- Canton de Saint-Gaultier
- Canton de Tournon-Saint-Martin
- Canton de Valençay.

Le canton de Levroux a rejoint la troisième circonscription en 1988 à la suite du découpage électoral. Depuis 1958, il appartenait à la première circonscription.
| Argy Arpheuilles Azay-le-Ferron Baudres Beaulieu Bélâbre Le Blanc Bonneuil Bouges-le-Château Bretagne Brion Buzançais Chaillac Chalais La Chapelle-Orthemale Châtillon-sur-Indre La Châtre-Langlin Chazelet Chezelles Chitray Ciron Cléré-du-Bois | Clion Coings Concremiers Douadic Dunet Écueillé Faverolles-en-Berry Fléré-la-Rivière Fontgombault Fontguenand Francillon Frédille Gehée Heugnes Ingrandes Jeu-Maloches Langé Levroux Lignac Lingé Luçay-le-Mâle Lurais | Lureuil Luzeret Lye Martizay Mauvières Méobecq Mérigny Mézières-en-Brenne Migné Mouhet Moulins-sur-Céphons Murs Néons-sur-Creuse Neuillay-les-Bois Nuret-le-Ferron Obterre Oulches Palluau-sur-Indre Parnac Paulnay Pellevoisin Pouligny-Saint-Pierre | Préaux Preuilly-la-Ville Prissac Rivarennes Rosnay Roussines Rouvres-les-Bois Ruffec Sacierges-Saint-Martin Saint-Aigny Saint-Benoît-du-Sault Saint-Civran Saint-Cyran-du-Jambot Saint-Gaultier Sainte-Gemme Saint-Genou Saint-Gilles Saint-Hilaire-sur-Benaize Saint-Lactencin Saint-Martin-de-Lamps Saint-Médard Saint-Michel-en-Brenne | Saint-Pierre-de-Lamps Saulnay Sauzelles Selles-sur-Nahon Sougé Thenay Tilly Tournon-Saint-Martin Le Tranger Valençay Vendœuvres La Vernelle Veuil Vicq-sur-Nahon Vigoux Villedieu-sur-Indre Villegongis Villegouin Villentrois Villiers Vineuil |

## Démographie
| 1962   | 1968   | 1975   | 1982   | 1990   | 1999   | 2006   | 2009   | 2012   |
| ------ | ------ | ------ | ------ | ------ | ------ | ------ | ------ | ------ |
| 79 741 | 86 342 | 82 390 | 78 481 | 74 697 | 70 903 | 70 907 | 70 905 | 70 125 |

## Histoire des députations
| Législature | Début de mandat | Fin de mandat  | Député                                                     | Parti politique                                                    | Observations |
| ----------- | --------------- | -------------- | ---------------------------------------------------------- | ------------------------------------------------------------------ | --- |
| Ire         | 9 décembre 1958 | 9 octobre 1962 | Jean Bénard-Mousseaux                                      | CNIP                                                               | Maire de Buzançais de 1945 à 1995 Conseiller général de l'Indre de 1955 à 1982 Sénateur de l'Indre de 1971 à 1989 Mandat écourté à la suite d'une dissolution parlementaire décidée par Charles de Gaulle. |
| IIe         | 6 décembre 1962 | 2 avril 1967   | Jean Bénard-Mousseaux                                      | CNIP                                                               | |
| IIIe        | 3 avril 1967    | 30 mai 1968    | Jean Bénard-Mousseaux                                      | CNIP                                                               | Mandat écourté à la suite d'une dissolution parlementaire décidée par Charles de Gaulle. |
| IVe         | 11 juillet 1968 | 1er avril 1973 | Jean-Paul Mourot                                           | UDR                                                                | Maire du Blanc de 1971 à 1977 Conseiller général de l'Indre de 1974 à 1985 Secrétaire d'État à la Justice de 1978 à 1981 (Gouvernement Barre) |
| Ve          | 2 avril 1973    | 2 avril 1978   | Jean-Paul Mourot                                           | UDR RPR                                                            | |
| VIe         | 3 avril 1978    | 22 mai 1981    | Jean Thibault                                              | RPR                                                                | Maire de Luçay-le-Mâle, accède à la députation après l'entrée de Jean-Paul Mourot au gouvernement le 10 septembre 1978 Mandat écourté à la suite d'une dissolution parlementaire décidée par François Mitterrand. |
| VIIe        | 2 juillet 1981  | 1er avril 1986 | Amédée Renault                                             | PS                                                                 | Maire de Pellevoisin de 1953 à 1988 Conseiller général de l'Indre de 1973 à 1985 Conseiller régional du Centre de 1981 à 1992 |
| VIIIe       | 2 avril 1986    | 14 mai 1988    | Michel Aurillac Henri Louet Daniel Bernardet André Laignel | Liste RPR (MM. Aurillac, Bernardet et Louet) Liste PS (M. Laignel) | Michel Aurillac est nommé ministre de la Coopération dans le gouvernement Chirac et cède son siège à Henri Louet, troisième sur la liste RPR derrière Daniel Bernardet Proportionnelle par département, pas de député par circonscription. Mandat écourté à la suite d'une dissolution parlementaire décidée par François Mitterrand. |
| IXe         | 23 juin 1988    | 1er avril 1993 | Jean-Paul Chanteguet                                       | PS                                                                 | Maire du Blanc de 1983 à 2012 Conseiller général de l'Indre de 1988 à 1997 |
| Xe          | 2 avril 1993    | 21 avril 1997  | René Chabot                                                | RPR                                                                | Maire de Martizay de 1977 à 2001 Conseiller général de l'Indre de 1985 à 2004 Mandat écourté à la suite d'une dissolution parlementaire décidée par Jacques Chirac. |
| XIe         | 12 juin 1997    | 18 juin 2002   | Jean-Paul Chanteguet                                       | PS                                                                 | |
| XIIe        | 19 juin 2002    | 19 juin 2007   | Jean-Paul Chanteguet,                                      | PS,                                                                | |
| XIIIe       | 20 juin 2007    | 19 juin 2012   | Jean-Paul Chanteguet                                       | PS                                                                 | Maire du Blanc de 1983 à 2012 Conseiller général de l'Indre de 1988 à 1997 devient député de la première circonscription du département après la suppression de la troisième circonscription en 2010 effective en 2012 |

## Histoire des élections

### Élections de 1958
| Candidat       | Candidat                          | Parti           | Premier tour | Premier tour | Second tour | Second tour |  |
| Candidat       | Candidat                          | Parti           | Voix         | %            | Voix        | %           |  |
| -------------- | --------------------------------- | --------------- | ------------ | ------------ | ----------- | ----------- |  |
|                | Jean Bénard-Mousseaux élu         | CNIP (UNR, UFF) | 11 545       | 27,80        | 20 480      | 49,39       |  |
|                | Georges Pirot                     | PCF             | 10 451       | 25,16        | 12 534      | 30,22       |  |
|                | Roger Morève                      | Radsoc          | 8 718        | 20,99        | Retrait     | Retrait     |  |
|                | Jean-Annet d'Astier de La Vigerie | CRR             | 5 933        | 14,29        | 8 456       | 20,39       |  |
|                | Ferdinand Séville                 | SFIO            | 4 885        | 11,76        | Retrait     | Retrait     |  |
|                |                                   |                 |              |              |             |             |  |
| Inscrits       | Inscrits                          | Inscrits        | 56 746       | 100,00       | 56 724      | 100,00      |  |
| Abstentions    | Abstentions                       | Abstentions     | 14 034       | 24,73        | 14 243      | 25,11       |  |
| Votants        | Votants                           | Votants         | 42 712       | 75,27        | 42 481      | 74,89       |  |
| Blancs et nuls | Blancs et nuls                    | Blancs et nuls  | 1 180        | 2,76         | 1 011       | 2,38        |  |
| Exprimés       | Exprimés                          | Exprimés        | 41 532       | 97,24        | 41 470      | 97,62       |  |

Le suppléant de Jean Bénard-Mousseaux était Jean de Bray, agriculteur, conseiller municipal de Ruffec-le-Château.

### Élections de 1962
| Candidat       | Candidat                            | Parti          | Premier tour | Premier tour | Second tour | Second tour |  |
| Candidat       | Candidat                            | Parti          | Voix         | %            | Voix        | %           |  |
| -------------- | ----------------------------------- | -------------- | ------------ | ------------ | ----------- | ----------- |  |
|                | Jean Bénard-Mousseaux sortant réélu | CNIP           | 11 871       | 34,55        | 21 357      | 57,74       |  |
|                | Maxime Bonnet                       | PCF            | 10 354       | 30,13        | 15 633      | 42,26       |  |
|                | Jean-Annet d'Astier de La Vigerie   | UNR-UDT        | 6 095        | 17,74        | Retrait     | Retrait     |  |
|                | Joseph Joly                         | SFIO           | 6 042        | 17,58        | Retrait     | Retrait     |  |
|                |                                     |                |              |              |             |             |  |
| Inscrits       | Inscrits                            | Inscrits       | 54 830       | 100,00       | 54 823      | 100,00      |  |
| Abstentions    | Abstentions                         | Abstentions    | 19 179       | 34,98        | 16 116      | 29,4        |  |
| Votants        | Votants                             | Votants        | 35 651       | 65,02        | 38 707      | 70,6        |  |
| Blancs et nuls | Blancs et nuls                      | Blancs et nuls | 1 289        | 3,62         | 1 717       | 4,44        |  |
| Exprimés       | Exprimés                            | Exprimés       | 34 362       | 96,38        | 36 990      | 95,56       |  |

Le suppléant de Jean Bénard-Mousseaux était Jean de Bray.

### Élections de 1967
| Candidat       | Candidat                            | Parti                     | Premier tour | Premier tour | Second tour | Second tour |  |
| Candidat       | Candidat                            | Parti                     | Voix         | %            | Voix        | %           |  |
| -------------- | ----------------------------------- | ------------------------- | ------------ | ------------ | ----------- | ----------- |  |
|                | Maxime Bonnet                       | PCF                       | 11 490       | 27,73        | 18 581      | 45,43       |  |
|                | Jean Bénard-Mousseaux sortant réélu | CNIP (PDM)                | 10 184       | 24,57        | 22 316      | 54,57       |  |
|                | André Gasnier                       | FGDS (Radical)            | 8 914        | 21,51        | Retrait     | Retrait     |  |
|                | Jean-Paul Mourot                    | UD-Ve                     | 8 596        | 20,74        | Retrait     | Retrait     |  |
|                | Georges de Beauregard               | Soc.ind.                  | 1 827        | 4,41         |             |             |  |
|                | Joseph Joly                         | Divers droite (Gaulliste) | 431          | 1,04         |             |             |  |
|                |                                     |                           |              |              |             |             |  |
| Inscrits       | Inscrits                            | Inscrits                  | 52 995       | 100,00       | 52 989      | 100,00      |  |
| Abstentions    | Abstentions                         | Abstentions               | 10 371       | 19,57        | 10 262      | 19,37       |  |
| Votants        | Votants                             | Votants                   | 42 624       | 80,43        | 42 727      | 80,63       |  |
| Blancs et nuls | Blancs et nuls                      | Blancs et nuls            | 1 182        | 2,77         | 1 830       | 4,28        |  |
| Exprimés       | Exprimés                            | Exprimés                  | 41 442       | 97,23        | 40 897      | 95,72       |  |

Le suppléant de Jean Bénard-Mousseaux était Olivier Villin, notaire, maire de Lignac.

### Élections de 1968
| Candidat       | Candidat                      | Parti          | Premier tour | Premier tour | Second tour | Second tour |  |
| Candidat       | Candidat                      | Parti          | Voix         | %            | Voix        | %           |  |
| -------------- | ----------------------------- | -------------- | ------------ | ------------ | ----------- | ----------- |  |
|                | Jean-Paul Mourot élu          | UDR (URP)      | 14 222       | 35,01        | 18 331      | 43,90       |  |
|                | Jean Bénard-Mousseaux sortant | CNIP (PDM)     | 12 560       | 30,92        | 9 835       | 23,55       |  |
|                | Maxime Bonnet                 | PCF            | 12 490       | 30,75        | 13 588      | 32,54       |  |
|                | Charles Kaléka                | PSU            | 1 351        | 3,33         |             |             |  |
|                |                               |                |              |              |             |             |  |
| Inscrits       | Inscrits                      | Inscrits       | 52 422       | 100,00       | 52 418      | 100,00      |  |
| Abstentions    | Abstentions                   | Abstentions    | 10 814       | 20,63        | 10 089      | 19,25       |  |
| Votants        | Votants                       | Votants        | 41 608       | 79,37        | 42 329      | 80,75       |  |
| Blancs et nuls | Blancs et nuls                | Blancs et nuls | 985          | 2,37         | 575         | 1,36        |  |
| Exprimés       | Exprimés                      | Exprimés       | 40 623       | 97,63        | 41 754      | 98,64       |  |

Le suppléant de Jean-Paul Mourot était Pierre Mauduit, agriculteur à Buzançais.

### Élections de 1973
| Candidat       | Candidat                       | Parti          | Premier tour | Premier tour | Second tour | Second tour |  |
| Candidat       | Candidat                       | Parti          | Voix         | %            | Voix        | %           |  |
| -------------- | ------------------------------ | -------------- | ------------ | ------------ | ----------- | ----------- |  |
|                | Jean-Paul Mourot sortant réélu | UDR (URP)      | 16 886       | 39,92        | 22 535      | 54,04       |  |
|                | Maxime Bonnet                  | PCF            | 11 613       | 27,45        | 19 166      | 45,96       |  |
|                | Guy Rochette                   | MR (CNIP)      | 7 228        | 17,09        | Retrait     | Retrait     |  |
|                | Yves Tournois                  | MRG (UGSD)     | 6 572        | 15,54        | Retrait     | Retrait     |  |
|                |                                |                |              |              |             |             |  |
| Inscrits       | Inscrits                       | Inscrits       | 52 771       | 100,00       | 52 757      | 100,00      |  |
| Abstentions    | Abstentions                    | Abstentions    | 9 379        | 17,77        | 8 979       | 17,02       |  |
| Votants        | Votants                        | Votants        | 43 392       | 82,23        | 43 778      | 82,98       |  |
| Blancs et nuls | Blancs et nuls                 | Blancs et nuls | 1 093        | 2,52         | 2 077       | 4,74        |  |
| Exprimés       | Exprimés                       | Exprimés       | 42 299       | 97,48        | 41 701      | 95,26       |  |

Le suppléant de Jean-Paul Mourot était Jean Thibault, commerçant, entrepreneur en électricité, maire de Luçay-le-Mâle.

### Élections de 1978
| Candidat       | Candidat                       | Parti          | Premier tour | Premier tour | Second tour | Second tour |  |
| Candidat       | Candidat                       | Parti          | Voix         | %            | Voix        | %           |  |
| -------------- | ------------------------------ | -------------- | ------------ | ------------ | ----------- | ----------- |  |
|                | Jean-Paul Mourot sortant réélu | RPR            | 21 700       | 46,62        | 24 940      | 51,25       |  |
|                | Amédée Renault                 | PS             | 11 786       | 25,32        | 23 720      | 48,75       |  |
|                | Maxime Bonnet                  | PCF            | 10 950       | 23,52        | Retrait     | Retrait     |  |
|                | Michel Gauthier                | MDD            | 1 114        | 2,39         |             |             |  |
|                | Franck Bensussan               | LO             | 998          | 2,14         |             |             |  |
|                |                                |                |              |              |             |             |  |
| Inscrits       | Inscrits                       | Inscrits       | 56 456       | 100,00       | 56 450      | 100,00      |  |
| Abstentions    | Abstentions                    | Abstentions    | 8 743        | 15,49        | 7 006       | 12,41       |  |
| Votants        | Votants                        | Votants        | 47 713       | 84,51        | 49 444      | 87,59       |  |
| Blancs et nuls | Blancs et nuls                 | Blancs et nuls | 1 165        | 2,44         | 784         | 1,59        |  |
| Exprimés       | Exprimés                       | Exprimés       | 46 548       | 97,56        | 48 660      | 98,41       |  |

Le suppléant de Jean-Paul Mourot était Jean Thibault. Jean Thibault remplaça Jean-Paul Mourot, nommé membre du gouvernement, du 19 mars 1978 au 22 mai 1981.

### Élections de 1981
| Candidat       | Candidat                 | Parti          | Premier tour | Premier tour | Second tour | Second tour |  |
| Candidat       | Candidat                 | Parti          | Voix         | %            | Voix        | %           |  |
| -------------- | ------------------------ | -------------- | ------------ | ------------ | ----------- | ----------- |  |
|                | Jean-Paul Mourot sortant | RPR (UNM)      | 19 370       | 46,12        | 21 219      | 46,22       |  |
|                | Amédée Renault élue      | PS             | 16 762       | 39,91        | 24 682      | 53,78       |  |
|                | Alain Pasquer            | PCF            | 5 868        | 13,97        |             |             |  |
|                |                          |                |              |              |             |             |  |
| Inscrits       | Inscrits                 | Inscrits       | 56 108       | 100,00       | 56 106      | 100,00      |  |
| Abstentions    | Abstentions              | Abstentions    | 13 425       | 23,93        | 9 601       | 17,11       |  |
| Votants        | Votants                  | Votants        | 42 683       | 76,07        | 46 505      | 82,89       |  |
| Blancs et nuls | Blancs et nuls           | Blancs et nuls | 683          | 1,6          | 604         | 1,3         |  |
| Exprimés       | Exprimés                 | Exprimés       | 42 000       | 98,4         | 45 901      | 98,7        |  |

Le suppléant d'Amédée Renault était Jean-Paul Chanteguet, économiste, conseiller municipal du Blanc.

### Élections de 1988
| Candidat       | Candidat                 | Parti          | Premier tour | Premier tour | Second tour | Second tour |  |
| Candidat       | Candidat                 | Parti          | Voix         | %            | Voix        | %           |  |
| -------------- | ------------------------ | -------------- | ------------ | ------------ | ----------- | ----------- |  |
|                | Jean-Paul Chanteguet élu | PS             | 20 135       | 47,35        | 27 153      | 58,52       |  |
|                | Henri Louet sortant      | RPR (URC)      | 15 037       | 35,36        | 19 239      | 41,47       |  |
|                | Guylaine Debout          | PCF            | 4 353        | 10,23        |             |             |  |
|                | Armelle Gantier          | FN             | 2 995        | 7,04         |             |             |  |
|                |                          |                |              |              |             |             |  |
| Inscrits       | Inscrits                 | Inscrits       | 61 328       | 100,00       | 61 309      | 100,00      |  |
| Abstentions    | Abstentions              | Abstentions    | 17 567       | 28,64        | 13 553      | 22,11       |  |
| Votants        | Votants                  | Votants        | 43 761       | 71,36        | 47 756      | 77,89       |  |
| Blancs et nuls | Blancs et nuls           | Blancs et nuls | 1 241        | 2,84         | 1 364       | 2,86        |  |
| Exprimés       | Exprimés                 | Exprimés       | 42 520       | 97,16        | 46 392      | 97,14       |  |

Le suppléant de Jean-Paul Chanteguet était Alfred Fréville, retraité, conseiller général, maire de Châtillon-sur-Indre.

### Élections de 1993
| Candidat       | Candidat                     | Parti          | Premier tour | Premier tour | Second tour | Second tour |  |
| Candidat       | Candidat                     | Parti          | Voix         | %            | Voix        | %           |  |
| -------------- | ---------------------------- | -------------- | ------------ | ------------ | ----------- | ----------- |  |
|                | René Chabot élu              | RPR (UPF)      | 16 499       | 40,99        | 22 737      | 53,32       |  |
|                | Jean-Paul Chanteguet sortant | PS (ADFP)      | 14 011       | 34,81        | 19 903      | 46,68       |  |
|                | Marc Ranjon                  | FN             | 4 810        | 11,95        |             |             |  |
|                | Michel Fradet                | PCF            | 4 010        | 9,96         |             |             |  |
|                | Francis Tari                 | MDD            | 917          | 2,28         |             |             |  |
|                |                              |                |              |              |             |             |  |
| Inscrits       | Inscrits                     | Inscrits       | 60 296       | 100,00       | 60 292      | 100,00      |  |
| Abstentions    | Abstentions                  | Abstentions    | 16 490       | 27,35        | 14 740      | 24,45       |  |
| Votants        | Votants                      | Votants        | 43 806       | 72,65        | 45 552      | 75,55       |  |
| Blancs et nuls | Blancs et nuls               | Blancs et nuls | 3 559        | 8,12         | 2 912       | 6,39        |  |
| Exprimés       | Exprimés                     | Exprimés       | 40 247       | 91,88        | 42 640      | 93,61       |  |

Le suppléant de René Chabot était Gérard Desroches, colonel en retraite à Buzançais.

### Élections de 1997
| Candidat       | Candidat                 | Parti          | Premier tour | Premier tour | Second tour | Second tour |  |
| Candidat       | Candidat                 | Parti          | Voix         | %            | Voix        | %           |  |
| -------------- | ------------------------ | -------------- | ------------ | ------------ | ----------- | ----------- |  |
|                | Jean-Paul Chanteguet élu | PS             | 13 980       | 35,86        | 23 153      | 55,74       |  |
|                | René Chabot sortant      | RPR            | 9 428        | 24,18        | 18 382      | 44,26       |  |
|                | Michel Flammen           | FN             | 5 094        | 13,07        |             |             |  |
|                | Michel Fradet            | PCF            | 3 948        | 10,13        |             |             |  |
|                | Régis Blanchet           | MDR            | 3 636        | 9,33         |             |             |  |
|                | Édouard des Places       | LDI (MPF)      | 2 902        | 7,44         |             |             |  |
|                |                          |                |              |              |             |             |  |
| Inscrits       | Inscrits                 | Inscrits       | 57 937       | 100,00       | 57 932      | 100,00      |  |
| Abstentions    | Abstentions              | Abstentions    | 15 947       | 27,52        | 13 440      | 23,2        |  |
| Votants        | Votants                  | Votants        | 41 990       | 72,48        | 44 492      | 76,8        |  |
| Blancs et nuls | Blancs et nuls           | Blancs et nuls | 3 002        | 7,15         | 2 957       | 6,65        |  |
| Exprimés       | Exprimés                 | Exprimés       | 38 988       | 92,85        | 41 535      | 93,35       |  |

Le suppléant de Jean-Paul Chanteguet était Claude Roux, instituteur retraité, de Pellevoisin.

### Élections de 2002
| Candidat       | Candidat                           | Parti            | Premier tour | Premier tour | Second tour | Second tour |  |
| Candidat       | Candidat                           | Parti            | Voix         | %            | Voix        | %           |  |
| -------------- | ---------------------------------- | ---------------- | ------------ | ------------ | ----------- | ----------- |  |
|                | Jean-Paul Chanteguet sortant réélu | PS               | 12 968       | 33,63        | 18 754      | 50,10       |  |
|                | Gilles Peyrot des Gachons          | UMP              | 9 415        | 24,42        | 18 678      | 49,90       |  |
|                | Régis Blanchet                     | UDF              | 4 176        | 10,83        |             |             |  |
|                | Marie-Ange Lemaitre                | FN               | 3 808        | 9,88         |             |             |  |
|                | René Chabot                        | Divers droite    | 3 081        | 7,99         |             |             |  |
|                | Roger Richard                      | CPNT             | 1 532        | 3,97         |             |             |  |
|                | Danielle Faure                     | PCF              | 1 205        | 3,13         |             |             |  |
|                | Éric Menanteau                     | Les Verts        | 901          | 2,34         |             |             |  |
|                | Catherine Moreau                   | LO               | 581          | 1,51         |             |             |  |
|                | Maryse Zemenio                     | Pôle républicain | 360          | 0,93         |             |             |  |
|                | Mireille Cotte                     | MNR              | 246          | 0,64         |             |             |  |
|                | Anne-Marie Poirier                 | MPF              | 228          | 0,59         |             |             |  |
|                | Claude Bouillot                    | PF               | 59           | 0,15         |             |             |  |
|                |                                    |                  |              |              |             |             |  |
| Inscrits       | Inscrits                           | Inscrits         | 57 192       | 100,00       | 57 190      | 100,00      |  |
| Abstentions    | Abstentions                        | Abstentions      | 17 537       | 30,66        | 18 130      | 31,7        |  |
| Votants        | Votants                            | Votants          | 39 655       | 69,34        | 39 060      | 68,3        |  |
| Blancs et nuls | Blancs et nuls                     | Blancs et nuls   | 1 095        | 2,76         | 1 628       | 4,17        |  |
| Exprimés       | Exprimés                           | Exprimés         | 38 560       | 97,24        | 37 432      | 95,83       |  |

Le suppléant de Jean-Paul Chanteguet était Claude Roux, maire de Pellevoisin.

### Élections de 2007
| Candidat       | Candidat                           | Parti             | Premier tour | Premier tour | Second tour | Second tour |  |
| Candidat       | Candidat                           | Parti             | Voix         | %            | Voix        | %           |  |
| -------------- | ---------------------------------- | ----------------- | ------------ | ------------ | ----------- | ----------- |  |
|                | Jean-Paul Chanteguet sortant réélu | PS                | 13 580       | 37,73        | 20 019      | 53,48       |  |
|                | Bernard Pousset                    | UMP               | 13 079       | 36,34        | 17 411      | 46,52       |  |
|                | Marie-Ange Lemaître                | FN                | 1 971        | 5,48         |             |             |  |
|                | Sophie Guérin                      | UDF–MoDem         | 1 771        | 4,92         |             |             |  |
|                | Jean-Claude Pommereau              | CPNT              | 936          | 2,60         |             |             |  |
|                | Pierre Grignard                    | Divers droite     | 863          | 2,40         |             |             |  |
|                | Françoise Galland                  | Les Verts         | 753          | 2,09         |             |             |  |
|                | Jean-Louis Bournais                | LCR               | 697          | 1,94         |             |             |  |
|                | Katrine Lemaitre                   | PCF               | 675          | 1,88         |             |             |  |
|                | Jacques Tissier                    | Divers droite     | 471          | 1,31         |             |             |  |
|                | Catherine Moreau                   | LO                | 379          | 1,05         |             |             |  |
|                | Bernard Reignoux                   | diss. PCF         | 335          | 0,93         |             |             |  |
|                | Éric Phelippot                     | Divers droite     | 262          | 0,73         |             |             |  |
|                | Patrick Perot                      | Divers écologiste | 218          | 0,61         |             |             |  |
|                |                                    |                   |              |              |             |             |  |
| Inscrits       | Inscrits                           | Inscrits          | 56 668       | 100,00       | 56 668      | 100,00      |  |
| Abstentions    | Abstentions                        | Abstentions       | 19 621       | 34,62        | 18 021      | 31,8        |  |
| Votants        | Votants                            | Votants           | 37 047       | 65,38        | 38 647      | 68,2        |  |
| Blancs et nuls | Blancs et nuls                     | Blancs et nuls    | 1 057        | 2,85         | 1 217       | 3,15        |  |
| Exprimés       | Exprimés                           | Exprimés          | 35 990       | 97,15        | 37 430      | 96,85       |  |

## Redécoupage électoral de 2010
À la suite du nouveau découpage des circonscriptions législatives de 2010, la troisième circonscription de l'Indre a été réellement supprimée lors des élections législatives de 2012. Par conséquent les deux autres circonscriptions ont été remaniées.
Les cantons de Bélâbre, du Blanc, de Buzançais, de Châtillon-sur-Indre, de Mézières-en-Brenne, de Saint-Benoît-du-Sault, de Saint-Gaultier et de Tournon-Saint-Martin dépendent maintenant de la première circonscription législative de l'Indre.
Les cantons d'Écueillé, de Levroux et de Valençay dépendent maintenant de la deuxième circonscription législative de l'Indre.